# Капитиняно
Капитиня̀но (на италиански: Capitignano, на местен диалект Capinnanu, Капинану) е село и община в Южна Италия, провинция Акуила, регион Абруцо. Разположено е на 916 m надморска височина. Населението на общината е 676 души (към 2010 г.).